# 陆男国赔案
陆男国赔案，又稱陆民国赔案，是臺灣高雄地方法院在2021年7月9日一审宣判和臺灣高等法院高雄分院在2023年2月15日二审维持原判的一起国家赔偿案件。
2018年，中国大陆籍钱姓男子在高雄骑行时，遭失修之路灯电击致死，家属因控告高雄市政府要求国家赔偿。2021年一审判决高雄市政府等赔偿463万元新臺币。2023年二審維持原判。法院認爲，高雄市政府等確有疏失，且中國大陸人民適用《國家賠償法》，並引用中國大陸人民乃中華民國國民之函釋。二审宣判后，因案涉大陸地區人民是否属于中華民國國民或中華民國人民之问题，引发臺灣地區舆论关注。
後控辩雙方上诉至最高法院期间達成和解，钱男家属撤回國家賠償之訴。

## 法律相关
基于中华民国的主权主张，大陆地区在法律上仍是中华民国固有疆域。来自大陆地区的中华人民共和国公民定义为大陆地区人民。1981年施行的中華民國國家賠償法适用对象为「『中華民國』人民」。第十五條规定外國人之適用，“本法於外國人為被害人時，以依條約或其本國法令或慣例，中華民國人得在該國與該國人享受同等權利者為限，適用之。”
1993年8月5日，中華民國法務部法律決字第16337號函結論：所謂「中華民國人民」，參照「臺灣地區與大陸地區人民關係條例」第二條第二款、第四款規定之意旨，大陸地區人民亦為中華民國人民，該條例及「國家賠償法」，並無禁止大陸地區人民請求國家賠償之規定，故大陸地區人民如在台灣地區因公務員執行公權力職務遭受不法侵害，或因公有公共設施設置或管理有欠缺致其生命、身體或財產受有損害者，似應有「國家賠償法」之適用。

## 案情、审理
2018年8月12日，时年38岁的大陆籍钱姓男子抵达台湾，开始骑自行车环岛。8月16日，高雄市大雨。晚间6时许，钱男骑经路竹區大功路段，停靠在「新達043號」路燈旁，遭遇电击。路过的陈姓父女给予救援。警消到场时，钱男已身亡。相关检验结论，钱男为「電擊性休克死亡」。日后审理发现，事发地在案发前半年前有漏电意外，未维修。发现钱男的陈姓女子亦供称被路灯电到。
钱男父亲、母亲向臺灣高雄地方法院提诉，要求高雄市政府工務局養工處賠償醫療、喪葬費、精神慰撫金、扶養費等共計新臺幣1,165萬元（約合人民币272.6萬元）。案件由高雄地檢署偵查。
臺灣高雄地方法院进行一审，高雄市政府工務局和承包商「騏明實業有限公司」辯稱，錢男為大陸地區人民，大陸地區並無設置管理欠缺的國家賠償責任，不適用中華民國國家賠償法，且法務部法醫研究所和電機技師公會並未認定是路燈漏電所造成，並無管理疏失之責。法院根据案情，審酌錢男為家中獨子，依據經濟狀況、撫養費、慰撫金及喪葬費等項目，於2021年7月9日判决高雄市政府工務局及承包商須賠償錢男父母共計新臺幣463萬多元（约合人民币108萬元）。
高雄市政府工務局称事发后检测路灯未发现漏电，一审判决书内容有许多假设性结果，并无明确点出实际原因，已提上诉。同时，原告、被告均对一审判赔金额有异议。上诉至臺灣高等法院高雄分院进行二审。
臺灣高等法院高雄分院调查认定高雄市政府工務局養工處管理路燈有瑕疵。法院合議庭審酌錢父在大陸每月有退休養老金、單位補充養老金及社會養老金，可維持生活。2023年2月15日，法院作出二审判决，維持一審判決，高雄市政府應負國家賠償責任。高雄市政府工務局養工處應給付家屬，包括精神慰撫金、醫療費用、喪葬費計近新臺幣464萬元。
雙方上訴至最高法院，在該院審理期間，檢方針對路燈維修管理人員，依照過失致死罪嫌提起公訴，此刑案部分於臺灣橋頭地方法院審理期間，高雄市政府與死者家屬達成和解，之後家屬向最高法院撤回國賠案第一審之訴，等於從未請求國家賠償，本案終結。

## 各方反应

### 法官和当事人
- 二审后，臺灣高等法院高雄分院民一庭長甯馨接受中央社電訪表示，若外國人民在台因公有公共設施設置管理缺失導致損失，依國家賠償法第15條「本法於外國人為被害人時，以依條約或其本國法令或慣例，中華民國人得在該國與該國人享受同等權利者為限，適用之」規定（即學理所稱「互惠原則」），因此需視被害人國家法律是否與中華民國有互惠原則，決定是否適用國賠法。由於兩岸法律並無互惠原則，此案癥結點為中國大陆人民是否為中華民國人民。法官經函詢國賠法主管機關法務部以及陸委會，獲函覆中國大陸人民也是中華民國人民，適用國賠法，所以據此依法賠償[5]。
- 二审后，高雄市政府在2023年2月17日表示，對於發生這樣的意外深感遺憾，待收到判決書再研議。市府法制局告訴中央社記者，當初抗辯理由是钟男為中國大陸人民，不適用國家賠償法，因為認為中華人民共和國和中華民國各自有一套法律系統運作，能否直接適用有疑義。不過，因《兩岸人民關係條例》，兩岸情境特殊，法院若認定適用，尊重法院處理，後續由工務局養工處研議處置[5]。同一日，工務局養工處長林志東在高雄市議會說，「尊重法院的判決 等收到判決的內容，看一下檢討一下整個判決內容，是否要再上訴。」[6]
- 二审后，民視新聞網相关报道中，錢男家屬委任律師鄭瑞崙表示，「大陸地區人民，也是中華民國大陸地區人民，而並非外國人。」[13][6]

### 中华民国政府机构
- 法务部
  - 中央社在二审后的相关报導称，法务部指出，民國82年第16337號函釋並無禁止大陸地區人民請求國賠，若大陸地區人民在中華民國臺灣地區因公務員執行公權力，而遭受不法侵害，或因公共設施設置、管理有欠缺，致其生命、身體或財產受損害，似應有國賠法之適用。法務部解釋，現行國賠法第15條，採取相互保證的平等互惠原則，也就是必須依照條約或遭受損害的外國人本國法令，台灣人能在該國具有請求國賠之權利時，該外國人才可適用本法[14]。
- 陆委会
  - 2023年2月17日晚间，陆委会发新闻稿澄清，此前就該案函復高雄地院的內容從未指稱「中國大陸人民是中華民國國民，故適用國家賠償法。本會重申前函內容：國家賠償法對於中國大陸人民請求國家賠償，未有明文」[2][1]。根据中华民国宪法第三条等法条，「中華民國國民係『具有中華民國國籍之居住臺灣地區設有戶籍國民或臺灣地區無戶籍國民』」[15]。
- 行政院
  - 2023年5月25日，行政院通令各部會，表示依國籍法定義，中國大陸人民不具中華民國國籍、非屬中華民國國民，不享有或負擔中華民國國民的權利義務，凡舊函釋與此牴觸者，應自即日起停止適用或不再援用。[16]但仍有律師指出行政院函釋僅是為了解釋法律，並不具法律效力。且依大法官釋字第137號、釋字第216號解釋，法官不受各機關所發布之行政命令（包含行政函釋）之拘束，對相關案件之判決不受行政函釋拘束[17][18]。

### 其他
- 二审后，中央社相关报道中，未具名的“法界人士”指，現行國家賠償法第15條規定外國人為被害人時，以依條約或其本國法令或慣例，中華民國人得在該國與該國人享受同等權利者為限，才能適用。但《兩岸人民關係條例》中，雖然將兩岸分為「台灣地區」、「大陸地區」，但並非將「大陸地區人民」定義為「外國人」，所以官方認為「大陸地區人民」適用國賠法[14]。
- 2023年2月17日，民进党籍、立法委员王定宇在臉書發文：「頭殼破空了嗎？」「這個法官的判決，難道台灣選總統，要發選票給中國人嗎？難道普發6,000元，也要算上10多億中國人嗎？難道義務役兵單也要發給中華人民共和國人嗎？護照要不要順便發一發？」「該名法官自己意識形態作祟，還敢推給陸委會，這個案子不僅要上訴，法官法更該評議這個法官。」[19]
- 2023年2月18日，民视新闻报道：
  - 民进党籍、高雄市議員陳致中表示，「如果照這個理論的話，我們再來可能行政院普發6,000元，是不是要包括中華人民共和國的人民，我們2024年要選總統了，是不是也要把選票寄給他們，或者是說納稅，台灣人有納稅，所以我們有國賠相關的責任機制，中國人有納稅給台灣政府嗎。」[6]
  - 基進黨籍、高雄市議員張博洋說，「我想用30年前的函釋，來解釋現在發生的這個案件，不只是過時，在主觀的感受上甚至是現實的狀況上，都非常地說不過去，但是如果說要像法務部的解釋，要用兩公約的方式，來重新針對國賠法的內容，來做一個討論的話，我想這個部分大家還比較接受。」[6]